# Ed et Lorraine Warren
Pour les articles homonymes, voir Warren.
Edward Warren Miney dit Ed Warren, né le 7 septembre 1926 à Bridgeport et mort le 23 août 2006 à Monroe, et Lorraine Rita Warren, née Moran le 31 janvier 1927 à Bridgeport et morte le 18 avril 2019 à Monroe, dits les époux Warren, sont un couple américain d'écrivains spécialisés dans les sciences occultes et présentés comme des chasseurs de fantômes, lui se prétendant « démonologue » et elle se présentant comme « médium » et « clairvoyante ». Ils sont impliqués dans un certain nombre d'affaires supposées de possessions, d'exorcismes et de poltergeists qu'ils auraient aidé à résoudre. Auteurs de nombreux ouvrages, ils ont accumulé dans la cave de leur résidence un grand nombre d'objets qui seraient responsables des affaires auxquelles ils se sont intéressés.

## Biographie
Ed et Lorraine naissent tous deux à Bridgeport, dans le Connecticut, aux États-Unis. En 1952, ils créent le New England Society for Psychic Research, le groupe de recherche sur les « fantômes » le plus ancien de Nouvelle-Angleterre, et ouvrent le Warrens' Occult Museum rassemblant des objets infestés ou impliqués dans des cas d'occultisme.
Les affaires les plus célèbres dans lesquelles ils interviennent sont celle de la famille Perron en 1971, Amityville entre 1974 et 1976, un « démon assassin » en 1981, un « loup-garou démon » en 1983, une famille prétendument hantée entre 1974 et 1989 et une famille ayant emménagé dans une ancienne morgue dans laquelle séviraient plusieurs « démons » en 1986.[réf. nécessaire]
Ed meurt le 23 août 2006 et est enterré dans le cimetière de Stepney à Monroe.
Lorraine meurt le 18 avril 2019.
Les revendications apparaissant dans le premier film selon lesquelles les Warren auraient obtenu une reconnaissance officielle de leurs activités par l'Église catholique n'ont pas été prouvées.

## Dans la culture populaire
Ed et Lorraine apparaissent en tant que spécialistes des sciences occultes dans plusieurs épisodes de la série télévisée américaine de docufiction Scariest Places on Earth tandis que Lorraine apparait seule dans des épisodes de Hantise et État paranormal traitant de cas qu'elle et son mari ont eu à résoudre.
Le film américain Conjuring : Les Dossiers Warren sorti en 2013 est grandement basé sur l'un des supposés cas de possession auquel ont eu affaire Ed et Lorraine en 1971 dans le Rhode Island ; Lorraine y fait un caméo et y est créditée en tant qu'actrice et consultante au générique. La préquelle Annabelle relate les origines de l'objet « possédé » de ces deux films et fait mention des travaux du couple Warren et de leur pièce dédiée à ce genre d'artefacts dans leur résidence, devenue depuis un musée privé. Conjuring 2 : Le Cas Enfield, sorti en 2016, est également basé sur une de leurs supposées affaires, qui se passe en 1977 à Enfield, à Londres. Toutefois, il n'existe aucun document attestant de l’intervention des Warren au 284 Green Street, à Enfield entre 1977 et 1979. Un article du professeur de psychologie Chris French publié en juin 2016 énumère de façon détaillée cinq raisons qui font que ce « cas » n'était selon lui qu'un canular.
Plus récemment, Conjuring : Sous l'emprise du Diable, sorti en 2021, se construit autour d'une autre célèbre affaire des Warren au début des années 80. Il sera suivi de Conjuring : L'Heure du jugement prévu pour 2025.

## Publications

### Ouvrages communs
- (en) Ed et Lorraine Warren et Cheryl A. Wicks, Ghost Tracks, AuthorHouse, 2004 (ISBN 1-4184-6767-7)
- (en) Ed et Lorraine Warren, Robert Curran et Jack et Janet Smurl, The Haunted : The True Story of One Family's Nightmare, St. Martin's Press, 1988 (ISBN 0-312-01440-6)
- (en) Ed et Lorraine Warren, Michael Lasalandra, Mark Merenda et Maurice et Nancy Theriault, Satan's Harvest, Dell, 1990 (ISBN 0-440-20589-1)
- (en) Ed Warren et Lorraine Warren, Ghost Hunters : True Stories From the World's Most Famous Demonologists, St. Martin's Press, 1989 (ISBN 0-312-03353-2), p. 152

### Ouvrages d'Ed Warren
- (en) Ed Warren, Graveyard : True Hauntings from an Old New England Cemetery, St. Martin's Press, 1992 (ISBN 0-312-08202-9)
- (en) Ed Warren, Werewolf : A True Story of Demonic Possession, St. Martin's Press, 1991 (ISBN 0-312-06493-4)